# Joel 3
Joel 3 é o terceiro (e último) capítulo do Livro de Joel na Bíblia hebraica, ou Antigo Testamento da Bíblia cristã. Esse livro contém as profecias ditas pelo profeta Joel, e é uma parte de o Livro dos Doze Profetas Menores.

## Texto
- O texto original está escrito na língua hebraica.
- Esse capítulo é dividido em 21 versículos.

## Versões textuais
Alguns manuscritos mais antigos que contém esse capítulo em língua hebraica:
- Texto massorético (século X)
- Pergaminhos do Mar morto: (século II a.C.)[5]
  - 4Q78 (4QXIIc): existentes: versículos 6, 8 a 10, 12 a 14, 16 a 19, 21
  - 4Q82 (4QXIIg): existentes: os versos 4 e 5, 7-9, 11 a 15, 17, 19 e 20 de
  - MS 4612/1: existentes: os versículos 1-4
  - Wadi Murabba país Profetas Menores (MurXII): existentes: os versículos 1-16
- Septuaginta (século III a.C.)
- Versão Theodotion (~180)

## Estrutura
NKJV organiza esse capítulo da seguinte forma:
- Joel 3:1-17 = Deus julga as Nações
- Joel 3:18-21 = Deus Abençoa O Seu Povo

## Versículo 8
E venderei vossos filhos e vossas filhas na mão dos filhos de Judá, 
e eles devem vendê-los para os Sabeus, a um povo distante:
para o Senhor o disse.
- "Venderei vossos filhos e vossas filhas": O hebraico expressão não significa "vender pela mão de", como é erroneamente interpretado por alguns; mas "para vender na mão", isto é, para entregar sobre o poder dos filhos de Judá.[7] Tiro foi tomada por Nabucodonosor II e, em seguida, pelo grego Alexandre, o Grande, que vendeu "mais de 13.000" dos habitantes como escravos.[8] Sidom foi tomada e destruída por Artaxerxes Oco, e, diz-se, acima de 40.000 dos seus habitantes pereceram nas chamas. Como se abateu sobre os Filisteus (ver as notas em Sofonias 2: 4-7). O persa Artaxerxes Mnemon e Dario Oco, e, principalmente, o grego Alexandre, reduziram os poderes da Fenícia e da Filisteia. Trinta mil tírios após a tomada de Tiro, pelo último conquistador, e a multidão dos Filisteus, sobre a obtenção de Gaza, foram vendidos como escravos.
- "Na mão dos filhos de Judá": Os Judeus são aqui disse para fazer o que Deus de Judá, não em defesa de seus errado, ou seja, vender os fenícios que venderam, a um povo que "de longe", como foi a Grécia, onde os Judeus tinham sido vendidos. Kimchi, afirma que, "Como os Tírios vendidos Judeus prisioneiros para os marítimos, as pessoas do extremo Ocidente, para que os Judeus deveriam vender tírios para os comerciantes do Oriente."
- "Sabeus": Sabeus eram os habitantes de Sabá, na mais remota extremidade da Arábia Felix referidas (compare Jeremias 6:20; Matthew 12:42)., um povo ativamente envolvidos no comércio, e relacionadas com os Palestinos no sul, como os Gregos, no norte. Eles eram um povo tão (ou mais) na direção leste como os Gregos de Ionia, no oeste; e assim Kimchi, "Eles foram para longe de sua terra a mais do que o Javanites (=Gregos)." Sabá é um país pelos Judeus contados os confins da terra; ver Matthew 12:42. Esses não são os mesmos com os Sabeus, os habitantes dos Desertos da Arábia, que tirou do Trabalho de bois e jumentos; mas, sim, aqueles que foram os habitantes da Arábia Felix, que estava a uma distância maior. Para Estrabão[9] diz, os Sabeus habitavam a Arábia Felix; e Diodoro Sículo[10] calcula que os Sabeus como muito populosa e uma das nações Árabes, que habitavam que Saudita, que é chamado Felix, a metrópole do que é Saba; e a ele, bem como Estrabão, observa que este país produz muitas plantas odoríferas, como a cássia, canela, incenso, e de cálamo, ou a melhor cana aromática; portanto, o incenso é dito para vir ", de Sabá, e a melhor cana aromática de terras remotas", Jeremias 6:20; e porque os Judeus negociados com essas pessoas, para aqueles especiarias, é fácil conceber como eles venderam seus cativos para eles: agora, esses viviam em uma grande distância, no extremo partes da Arábia, tanto em relação ao Mar Índico e no Golfo pérsico.[11]

## Versículo 16
O Senhor também vai rugido de Sião,
E fará ouvir a Sua voz de Jerusalém;
Os céus e a terra vai tremer;
Mas o Senhor será um refúgio para o Seu povo,
E a fortaleza dos filhos de Israel.
Referência cruzada: Ezequiel 38: 18-22.
As vitórias dos Judeus sobre Antíoco, sob os Macabeus, pode ser uma referência desta profecia; mas a última referência é o último Anticristo, do qual Antíoco era tipo. Jerusalém, sendo o central o assento da teocracia (Salmo 132: 13), é a partir dali que o senhor destrói o inimigo.
- "Barulho" — como um leão (Jeremias 25: 30; Amós 1: 2; Amós 3: 8). Compare com a "Voz de Trovão" de Javé (Salmo 18: 13; Habacuque 3: 10-11).

## Versículo 21
"Eu inocentar-los da culpa do derramamento de sangue, que eu não tinha absolvido;
Porque o Senhor habita em Sião."